# Perl Mongers
Perl Mongers zijn Perl-gebruikersgroepen voor personen die zich richten op de programmeertaal Perl. 
Perl Mongers wordt vaak afgekort tot pm. De extensie ".pm" wordt in Perl aan modules gegeven en Perl Mongers is hiervoor een backroniem.

## Activiteiten in Nederland
In Nederland is de groep amsterdam.pm actief. In tegenstelling tot wat de naam doet vermoeden is dit geen lokale maar nationale gebruikersgroep.
- Voor iedereen toegankelijke maandelijkse bijeenkomsten. Op een bijeenkomst worden presentaties gehouden en hebben bezoekers de gelegenheid elkaar te ontmoeten.
- Nederlandse Perl-workshop: Een jaarlijks terugkerend evenement van een dag dat op afwisselende locaties in Nederland wordt gehouden.
- In 2001 is er een driedaagse conferentie in Amsterdam georganiseerd: YAPC.

## Ontstaan
In 1998 richtte Brian de Foy in New York de eerste Perl Mongers-groep op, ny.pm. Bij een telling in 2005, de Perl Mongers-census, telde Dave Cross wereldwijd 178 actieve Perl Monger-groepen.